# Valréas
Valréas é uma comuna francesa na região administrativa da Provença-Alpes-Costa Azul, no departamento de Vaucluse. Estende-se por uma área de 57,97 km². Em 2010 a comuna tinha 9 655 habitantes (densidade: 166,6 hab./km²).